# Kagerou Project
Kagerou Project (яп. カゲロウプロジェクト кагэро: пуродзэкуто, «Проект „Знойный туман“») — серия песен на базе Vocaloid, созданная композитором Дзином (подписывающемся как Сидзэн-но-Тэки-P (яп. 自然の敵P)), которые адаптированы в серию лайт-новел, мангу и аниме-сериал.
Песни стали популярными на видеохостинге NicoNico после песни «Kagerou Days», название которой стало названием серии песен. Сама песня «Kagerou Days» (яп. カゲロウデイズ кагэро: дэйдзу) является третьей работой Дзина, и она набрала более трёх миллионов просмотров, из-за чего стала самой популярной песней проекта. По мотивам песен было выпущено восемь томов романа, авторами которого являются Дзин и иллюстратор Сиду. Спустя несколько месяцев после выхода романов появилась адаптация в виде манги с иллюстрациями Махиро Сато. Манга публиковалась в журнале сёнэн-манги Comic Gene, ориентированном на женскую аудиторию c июня 2012 года по февраль 2019 года. В 2014 году появилась адаптация в виде двенадцатисерийного аниме-сериала, производством которого занималась студия Shaft. Название аниме-сериала отличается от названия проекта, манги или романов, его заголовок — Mekakucity Actors (яп. メカクシティアクターズ мэкакусити акута:дзу, букв. «Актёры ослеплённого города»), а сам сериал завершает сюжетную линию, начатую в песнях, романе и манге. Режиссёрами стали Акиюки Симбо и Юки Ясэ. Премьера первой серии состоялась 12 апреля 2014 года.

## Сюжет
Главный герой — Синтаро Кисараги — восемнадцатилетний хикикомори, который не выходил из своей комнаты более двух лет и проводил всё это время за компьютером, в интернете. В обычный для него день, 14 августа, Синтаро ссорится с живущей в его компьютере кибер-девушкой Энэ, из-за которой разливает на клавиатуру газировку. По интернету заказать новую клавиатуру не получится, потому что все магазины закрыты на время фестиваля Обон. За новыми устройствами придётся Синтаро идти в обычный магазин, ему придётся выйти из своей комнаты впервые за два года. Однако в магазин, куда пришёл Синтаро, врывается группа террористов и удерживает людей в качестве заложников с целью получения выкупа. Вскоре является группа подростков, которые именуют себя «Мэкакуси дан» (яп. メカクシ団). Благодаря своим необыкновенным способностям, заключающимися в глазах, они останавливают преступников. Вскоре эта группа предлагает Синтаро и Энэ присоединиться к ним.

## Персонажи

### «Мэкакуси дан» (ослеплённая банда)
Цубоми Кидо (яп. 木戸 つぼみ Кидо Цубоми) или просто Кидо (яп. キド Кидо) — первый член «Мэкакуси дана», а также его нынешний лидер. Кидо часто могут принять за парня из-за её внешности и манеры одеваться. Она родилась в богатой семье, однако на самом деле является внебрачной дочерью, родившейся от любовницы. Окружающие, зная этот факт, предпочитали держаться подальше от Кидо, из-за чего она чувствовала себя лишней, даже в родном доме, что пробудило в ней желание исчезнуть из этого мира. Бизнес отца Кидо провалился, а сам он обанкротился и решил поджечь дом. Кидо сгорает заживо, но после смерти попадает в Кагэро, где и заключает контракт, получая змею со способностью «скрывающихся глаз». Эта способность позволяет Кидо скрыть любой объект в радиусе двух метров вокруг, включая саму себя, но при условии, если никто не коснётся Кидо в этот момент. Позже она подружилась с такими же, как она, сиротами: Сэто и Кано, а вскоре все трое были приняты в семью Татэяма. Аяно воодушевила Кидо, сказав о том, что алые глаза — признак героя, и вскоре они начали создавать «Мэкакуси дан».
Сэйю: Юко Кайда
Косукэ Сэто (яп. 瀬戸 幸助 Сэто Ко:сукэ) или просто Сэто (яп. セト Сэто) — второй член группировки «Мэкакуси дан». Часто его изображают как примерного парня, доброго и храброго. Сэто близок с Мари, он рад находиться рядом с ней. В детстве он был одиноким, над ним часто издевались из-за его маленького роста и робкого характера, из-за чего Сэто испытывал трудности в общении с людьми. Своим единственным другом он считал бездомную собаку, по этой причине он мечтал понимать других без слов, на основе чувств. Однажды в шторм Сэто заметил, как дети издеваются над его собакой и пытаются утопить её в реке. Несмотря на его усилия, собака была сброшена в открытое море, а Сэто, отчаянно пытаясь её спасти, прыгнул в воду и утонул, после чего он попадает в Кагэро. Там он получает способность «крадущих глаз», которая позволяет Сэто узнать о мыслях людей лишь одним взглядом в их глаза. Пользоваться этой способностью он особо не любит, потому что так теряется смысл обычных разговоров. Как и Кидо с Кано, Сэто был принят в семью Татэяма, где они, воодушевлённые Аяно, решили создать «Мэкакуси дан».
Сэйю: Соитиро Хоси, Саёри Исидзука (в детстве)
Сюя Кано (яп. 鹿野 修哉 Кано Сю:я) или просто Кано (яп. カノ Кано) — третий член «Мэкакуси дана». До такой степени лживый парень, что уже никто не может сказать, где он говорит правду, а где снова врёт. В детстве Кано не посещал детский сад и дошкольные курсы, а жил со своей матерью наедине. Его мать была эмоционально нестабильной женщиной, из-за чего время от времени била Кано, в то время соседи распространяли слухи о том, как она жестоко обращается со своим ребёнком. Кано думал, что всё это происходит по его вине, а не по психическим отклонениям матери, он считал себя плохим ребёнком. Чтобы не оправдать слухи и отвести подозрения от жестокости матери, Кано скрывал синяки и шрамы на своём теле, потому что они были причиной недружелюбности соседей по отношению к ней. Однажды в их квартиру ворвались грабители, которые убили мать Кано, пытавшуюся его защитить, а затем и его самого, попытавшегося на них напасть. Кано был зарезан, после смерти он попадает в Кагэро, где обретает способность «лживых глаз», которая позволяет ему влиять на восприятие другими людьми предметов, с которыми он контактирует. Кано попал в детский дом, откуда его забрала приёмная семья Татэяма, где он познакомился с Кидо и Сэто, в отличие от которых использует свою способность часто.
Сэйю: Синносукэ Татибана, Юки Кайда (в детстве)
Марри Кодзакура (яп. 小桜 茉莉 Кодзакура Мари) или просто Марри (яп. マリー Мари:) — четвёртый член «Мэкакуси дана», является внучкой медузы, которая создала Кагэро, но сама является медузой только на четверть. Часто можно заметить, что Мари прячется за спинами персонажей, она очень стеснительна. Когда Мари волнуется, то её волосы начинают шевелиться. В детстве она жила в небольшом домике вместе со своей матерью, Сион, которая являлась медузой наполовину. Сион часто напоминала Мари, что если она посмотрит в глаза какому-то человеку, то он превратится в камень. Мари не слушала свою мать и отправилась гулять вне дома. На неё напала группа мальчишек, Сион смогла превратить их в камень, однако мать и дочь были убиты. В Кагэро их забирает мать Сион, Адзами, после чего вручает Сион змею со способностью «комбинирующих глаз», но та отдаёт её дочери, чтобы она смогла вернуться к жизни. Оказывается, что у Мари с рождения уже был один дар: «зрительный контакт», который позволяет парализировать человека, поэтому у неё теперь две способности. После воскрешения Мари провела сто лет в лесу, вдали от всех, но вскоре она вернулась во внешний мир благодаря Сэто, который также пригласил её в «Мэкакуси дан».
Сэйю: Кана Ханадзава
Момо Кисараги (яп. 如月 桃 Кисараги Момо) или просто Момо (яп. モモ Момо) — пятый член «Мэкакуси дана», младшая сестра Синтаро, а также популярный японский идол. Самой Момо популярность только мешает, она не может вести обычную жизнь, да и карьеру идола она начала ради денег. Отличается от своего брата весёлым нравом и неуклюжестью, к тому же, она плохо учится. Желала привлечь к себе внимание, но по-прежнему оставалась в тени своего брата. Момо тонет на пляже вместе с отцом, который пытался её спасти, затем попадает в Кагэро, где получает способность «привлекающих глаз», что позволяет ей привлекать внимание людей к себе. После неудачных попыток вести обычную жизнь и отказаться от карьеры идола, Момо присоединяется к «Мэкакуси дану» по предложению Кидо.
Сэйю: Нанами Касияма
Таканэ Эномото (яп. 榎本 貴音 Эномото Таканэ) или просто Энэ (яп. エネ Энэ) — шестой член «Мэкакуси дана», кибер-девушка, живущая в компьютере Синтаро. Часто показывает себя озорной хулиганкой, полная противоположность пессимистичной Таканэ, которой она была при жизни. Таканэ страдала от некой болезни, из-за которой она могла потерять сознание в любой момент. Из-за этих обмороков ей пришлось учиться в отдельном классе, в котором учился Харука Коконосэ. Она была влюблена в него, но не говорила об этом. Таканэ заинтересовалась игрой «DEAD BULLET -1989-», только увлеклась этой игрой настолько, что заняла второе место на национальном турнире благодаря своему мастерству. Из-за этой игры Таканэ не спала по ночам, что буквально изменило ей характер в худшую сторону. Таканэ была отравлена своим учителем, Кэндзиро, из-за чего лишается физического тела и попадает в Кагэро. Она получает способность существовать в виртуальном мире, а также дар «открытых глаз», который принёс ей бессмертие. После этого она становится Энэ, которая была отправлена неизвестным пользователем на электронную почту Синтаро. Сам Синтаро относился к Энэ как к вирусу, потому что она постоянно устраивает ему пакости: может удалять файлы и угрожать тем, что загрузит личные стихи Синтаро, которых он стыдится, в интернет. Энэ присоединяется к «Мэкакуси дану» после освобождения магазина от террористов вместе с Синтаро.
Сэйю: Кана Асуми
Синтаро Кисараги (яп. 如月 伸太郎 Кисараги Синтаро:) или просто Синтаро (яп. シンタロー Синтаро:) — седьмой член «Мэкакуси дана», главный герой, хикикомори, который не выходил из комнаты более двух лет. В школе Синтаро был апатичным из-за своих знаний, его IQ равен 168. Вскоре он заинтересовался Аяно Татэямой, которая сидела за соседней партой. Аяно была дружелюбна с Синтаро и казалась весёлой, но он по-прежнему показывал себя безразличным ко всему происходящему. После самоубийства Аяно он закрывается в своей комнате и становится зависимым от интернета. Спустя год Синтаро получает по электронной почте странный вирус, Энэ. Он был не в состоянии контролировать её действия, поэтому его образ жизни постепенно меняется. После предотвращения попытки террористического акта он и Энэ присоединяются к «Мэкакуси дану». Способность Синтаро показана в аниме: он обладает «сдерживающими глазами», которые позволяют ему вспомнить всё.
Сэйю: Такума Тэрасима
Хибия Амамия (яп. 雨宮 響也 Амамия Хибия) или просто Хибия (яп. ヒビヤ Хибия) — восьмой член «Мэкакуси дана», двенадцатилетний парень, самый младший среди членов группировки. Хибия безответно влюблён в Хиёри. Сам он родом из той же деревни, что и она, явился в город на летнее время. Хибия остался дома у сестры Хиёри, где в то время жил Коноха. Хибия становится свидетелем аварии, в которой Хиёри погибает, в итоге он застревает во временной петле, где пытается каждый раз спасти её. Их пытается спасти Коноха, однако ему не удаётся спасти Хиёри. Попав в мир Кагэро, Хибия получает способность «фокусирующихся глаз», которая позволяет ему видеть объекты на большом расстоянии. Присоединяется к «Мэкакуси дану» после того, как его заметили при попытке побега из больницы после аварии.
Сэйю: Мисудзу Тогаси
Харука Коконосэ (яп. 九ノ瀬　遥 Коконосэ Харука) или просто Коноха (яп. コノハ Коноха) — девятый член «Мэкакуси дана». Создаёт впечатление рассеянного парня, который обладает большим аппетитом. Коноха очень похож на свою человеческую личность, Харуку. Сам Харука при жизни страдал от серьёзной болезни, из-за которой он мог умереть лишь из-за одного удара, но даже это не изменило его беззаботную черту характера. Харука был принят в отдельный класс, где училась Таканэ. После увлечения Таканэ игрой «DEAD BULLET -1989-», Харука тоже приобщился к ней. По вине Кэндзиро Харука умирает от мучительного удара и попадает в Кагэро, где обретает способность «пробуждающих глаз». Коноха получает желаемое здоровое тело в обмен на свою память. Способность змеи он использовал, чтобы превратиться в своего игрового персонажа. Потеряв память, Коноха поселяется в доме Аяки вместе с Хибией и Хиёри. Попытавшись вытащить их из временной петли, ему удалось спасти только Хибию. В клипе «Summertime Records» Коноха и Харука становятся единым целым, а по сюжету аниме Коноха уходит, уступая место Харуке.
Сэйю: Мамору Мияно
Аяно Татэяма (яп. 楯山 文乃 Татэяма Аяно) или просто Аяно (яп. アヤノ Аяно) — нулевой член «Мэкакуси дана». Её родители — Кэндзиро и Аяка Татэяма. Весёлая и беззаботная девушка, в школе получала плохие оценки и сидела за соседней партой рядом с Синтаро. После приёма в семью детей с алыми глазами, Кидо, Сэто и Кано, Аяно захотела попробовать себя в роли старшей сестры и создала «Мэкакуси дан», чтобы немного приободрить их. Мать Аяно умирает в результате обвала, тогда она узнаёт об экспериментах отца на её друзьях для того, чтобы найти способ воскресить мать Аяно, поэтому она решает совершить самоубийство, спрыгнув с крыши, чтобы получить особые способности и алые глаза, а также защитить братьев и сестру. Аяно умирает и попадает в мир Кагэро, где получает свои «бережные глаза», но ей не удаётся вернуться в обычный мир. По сюжету аниме Аяно смогла вернуться в реальный мир.
Сэйю: Маи Накахара

### Другие
Кэндзиро Татэяма (яп. 楯山 研次朗 Татэяма Кэндзиро:) или просто Кэндзиро (яп. ケンジロウ Кэндзиро:) — отец Аяно, бывший руководитель класса, в котором учились Таканэ и Харука, классный руководитель Момо. Его способность — «ясные глаза»
Сэйю: Кэйдзи Фудзивара
Хиёри Асахина (яп. 朝比奈 日和 Асахина Хиёри) или просто Хиёри (яп. ヒヨリ Хиёри) — подруга Хибии и сестра Аяки. Оказавшись в мире Кагэро умирает 15 августа, однако в аниме она смогла вернуться в реальный мир.
Сэйю: Котори Койваи
Сион Кодзакура (яп. 小桜 紫苑 Кодзакура Сион) или просто Сион (яп. シオン Сион) — мать Марри, которая спасла дочь ценой своей жизни.
Сэйю: Акэми Окамура
Адзами (яп. 薊, アザミ Адзами) — мать Сион и создательница мира Кагэро. Ранее была обычным монстром, но знакомство с Цукихико преображает её, затем рождается Сион. Когда она осознала, что время затронет только её, Адзами создала мир Кагэро, но была вынуждена войти в него одна. Адзами отказалась от мира Кагэро, когда потеряла над ним контроль и была не в состоянии остановить прибытие в этот мир тех, кто умер 15 августа.
Сэйю: Сатоми Араи
Аяка Татэяма (яп. 楯山 絢香 Татэяма Аяка) или просто Аяка (яп. アヤカ Аяка) — мать Аяно, жена Кэндзиро и сестра Хиёри. Влюбилась в Кэндзиро ещё в институте, где заинтересовалась мифом о медузе. Погибла 15 августа в оползне.
Сэйю: Мако Хёдо
Цукихико (яп. ツキヒコ Цукихико) — солдат, влюбившийся в Адзами. Цукихико называли монстром из-за его черт альбиноса. От Адзами у него родилась дочь Сион, семья жила счастливо до тех пор, пока крестьяне не напали на их дом, думая, что медуза держит Цукихико в плену.
Сэйю: Такэхито Коясу

## Медиа-издания

### Песни
| 1 | Children Record «Тирудорэн Рэко:до» (チルドレンレコード)           |
| Опенинг Kagerou Project. Был также выпущен в качестве специального DVD-сингла. К концу 2014 года имел более 3,7 миллионов просмотров на NicoNico, являясь таким образом второй по популярности песней Дзина (после Kagerou Daze). |                                                                    |
| 2 | Jinzou Enemy «Дзиндзо: Энэми:» (人造エネミー)                      |
| 3 | Mekakushi Code «Мэкакуси Ко:до» (メカクシコード)                   |
| 4 | Kagerou Days «Кагэро: Дэйдзу» (カゲロウデイズ)                     |
| Интернет-релиз песни состоялся 30 сентября 2011 года. Имеет более 3 миллионов просмотров на NicoNico, являясь самой популярной песней проекта, а также самой популярной песней Дзина. Песня также дала название всему проекту. В тексте песни рассказывается история Хибии и Хиёри. 15 августа они играли в парке, когда заметили чёрного кота, преследующего Хиёри. Уходя из парка, Хиёри оказывается сбита грузовиком, а Хибия попадает во временную петлю. Несколько раз Хибия безуспешно пытается спасти Хиёри, и наконец ему это удаётся, когда он попадает под грузовик вместо неё. После этого Хибия выбирается из временной петли, а Хиёри попадает в неё вместо него. |                                                                    |
| 5 | Headphone Actor «Хэддофон Акута:» (ヘッドフォンアクター)           |
| 6 | Kuusou Forest «Ку:со: Форэсуто» (空想フォレスト)                   |
| 7 | Toumei Answer «То:мэй Анса:» (透明アンサー)                        |
| 8 | Ene no Dennou Kikou «Энэ но Дэнно: Кико:» (エネの電脳紀行)         |
| 9 | Kisaragi Attention «Кисараги Атэнсён» (如月アテンション)           |
| 10 | Konoha no Sekai Jijou «Коноха но Сэкай Дзидзё:» (コノハの世界事情) |
| 11 | Dead and Seek «Дэддо андо Си:ку» (デッドアンドシーク)              |
| 12 | Shinigami Record «Синигами Реко:до» (シニガミレコード)             |
| 13 | Gunjou Rain «Гундзё: Рэйн» (群青レイン)                            |
| 14 | Yobanashi Deceive «Ёбанаси Дисэйбу» (夜咄ディセイブ)               |
| 15 | Shounen Brave «Сё:нэн Бурэйбу» (少年ブレイブ)                      |
| 16 | Yuukei Yesterday «Ю:кэй Иэсутадэй» (夕景イエスタデイ)              |
| 17 | Ayano no Koufuku Riron «Аяно но Ко:фуку Рирон» (アヤノの幸福理論)  |
| 18 | Otsukimi Recital «Оцукими Рисайтару» (オツキミリサイタル)          |
| 19 | Lost Time Memory «Росу Тайму Мэмори:» (ロスタイムメモリー)         |
| 20 | Outer Science «Аута: Сайэнсу» (アウターサイエンス)                 |
| 21 | Marry no Kakuu Sekai «Мари: но Каку: Сэкай» (マリーの架空世界)     |
| 22 | Summertime Record «Сама:таймму Рэко:до» (サマータイムレコード)     |

### Ранобэ
Ранобэ Kagerou Days (яп. カゲロウデイズ Кагэро: Дэйдзу) написаны Дзином (яп. じん). Первый том выпущен 30 мая 2012 года издательством Enterbrain. К 29 марта 2014 года выпущено 5 томов.
24 февраля 2015 года на территории Северной Америки запланирован выход первого тома лайт-новел на английском языке от издательства Yen Press.
| № | Заглавие                                                                         | На японском языке                            | На английском языке                         |
| - | -------------------------------------------------------------------------------- | -------------------------------------------- | ------------------------------------------- |
| 1 | Kagerou Days -in a daze- (カゲロウデイズ ‐in a daze‐)                            | 30 мая 2012 года ISBN 978-4-04-728059-5      | 24 февраля 2015 года ISBN 978-0-316-25947-7 |
| 2 | Kagerou Days II -a headphone actor- (カゲロウデイズII -a headphone actor-)       | 29 сентября 2012 года ISBN 978-4-04-728339-8 | 19 мая 2015 года ISBN 978-0-316-34204-9     |
| 3 | Kagerou Days III -the children reason- (カゲロウデイズIII -the children reason-) | 30 мая 2013 года ISBN 978-4-04-728944-4      |                                             |
| 4 | Kagerou Days IV -the missing children- (カゲロウデイズIV -the missing children-) | 30 августа 2013 года ISBN 978-4-04-729099-0  |                                             |
| 5 | Kagerou Days V -the deceiving- (カゲロウデイズV -the deceiving-)                 | 29 марта 2014 года ISBN 978-4-04-729530-8    |                                             |

### Манга
Манга-адаптация была иллюстрирована Махиро Сато и начала выходить в журнале Monthly Comic Gene издательства Media Factory с 15 июня 2012 года. Первый танкобон вышел 27 ноября 2012 года. К 27 июня 2014 года выпущено 5 томов.
21 апреля 2015 года на территории Северной Америки запланирован выход первого тома манги на английском языке от издательства Yen Press.
| № | На японском языке    | На японском языке      | На английском языке | На английском языке    |
| № | Дата публикации      | ISBN                   | Дата публикации     | ISBN                   |
| - | -------------------- | ---------------------- | ------------------- | ---------------------- |
| 1 | 27 ноября 2012 года  | ISBN 978-4-84-014762-0 | 21 апреля 2015      | ISBN 978-0-316-25949-1 |
| 2 | 27 марта 2013 года   | ISBN 978-4-84-015039-2 |                     |                        |
| 3 | 27 августа 2013 года | ISBN 978-4-84-015316-4 |                     |                        |
| 4 | 27 марта 2014 года   | ISBN 978-4-04-066513-9 |                     |                        |
| 5 | 27 июня 2014 года    | ISBN 978-4-04-066595-5 |                     |                        |
| 6 | 27 декабря 2014 года | ISBN 978-4-04-067234-2 |                     |                        |

### Аниме
12-серийный аниме-сериал Mekakucity Actors (яп. メカクシティアクターズ) режиссёра Акиюки Симбо создан на студии Shaft. Трансляция в Японии велась с 12 апреля по 28 июня 2014 года. На территории Северной Америки аниме было лицензировано студией Aniplex of America.
| № серии | Название                                                                 | Заглавная песня | Премьера в Японии |
| ------- | ------------------------------------------------------------------------ | --- | ----------------- |
| 1       | Искусственный враг «Дзиндзо: Энэми:» (人造エネミー)                      | | 12 апреля 2014    |
| 2       | Внимание Кисараги «Кисараги Атэнсён» (如月アテンション)                  | Kisaragi Attention (яп. 如月アテンション) Исполнитель: Луна Харуна                                                                        | 19 апреля 2014    |
| 3       | Слепой код «Мэкакуси Ко:до» (メカクシコード)                             | Mekakushi Code (яп. メカクシコード) Исполнитель: Конэко Ясагурэ                                                                           | 26 апреля 2014    |
| 4       | Призрачные дни «Кагэро: Дэйдзу» (カゲロウデイズ)                         | Kagerou Days (яп. カゲロウデイズ) Исполнитель: Сёити Тагути                                                                               | 3 мая 2014        |
| 5       | Громкоговоритель с часами «Кайэн Пандзамасуто» (カイエンパンザマスト)    | | 10 мая 2014       |
| 6       | Актёр в наушниках «Хэддофон Акута:» (ヘッドフォンアクター)               | Headphone Actor (яп. ヘッドフォンアクター) Исполнитель: LiSA (опенинг) Yuukei Yesterday (яп. 夕景イエスタデイ) Исполнитель: LiSA (эндинг) | 17 мая 2014       |
| 7       | Состояние мира Конохи «Коноха но Сэкай Дзидзё:» (コノハの世界事情)       | | 24 мая 2014       |
| 8       | Память об утраченном времени «Росутайму Мэмори:» (ロスタイムメモリー)    | Lost Time Memory (яп. ロスタイムメモリー) Исполнитель: Кота Мацуяма (эндинг)                                                              | 31 мая 2014       |
| 9       | Теория счастья Аяно «Аяно но Ко:фуку Рирон» (アヤノの幸福理論)           | Ayano no Koufuku Riron (яп. アヤノの幸福理論) Исполнитель: Аки Окуи                                                                       | 7 июня 2014       |
| 10      | Воображаемый лес «Ку:со: Форэсуто» (空想フォレスト)                      | Kuusou Forest (яп. 空想フォレスト) Исполнитель: Такуми Ёсида                                                                              | 14 июня 2014      |
| 11      | Сольный концерт созерцания луны «Оцукими Рисайтару» (オツキミリサイタル) | Otsukimi Recital (яп. オツキミリサイタル) Исполнитель: IA                                                                                 | 21 июня 2014      |
| 12      | Летняя запись «Сама:тайму Реко:до» (サマータイムレコード)                | Summertime Record (яп. サマータイムレコード) Исполнитель: Дзин (эндинг)                                                                   | 28 июня 2014      |

Опенинг
- Daze

Исполнитель:  MARiA (Маи Мидзухаси) из группы GARNiDELiA
- Headphone Actor (яп. ヘッドフォンアクター) (6 серия)

Исполнитель: LiSA
- Ayano no Koufuku Riron (яп. アヤノの幸福理論) (9 серия)

Исполнитель: Аки Окуи
Эндинг
- Days

Исполнитель: Lia
- Yuukei Yesterday (яп. 夕景イエスタデイ) (6 серия)

Исполнитель: LiSA
- Lost Time Memory (яп. ロスタイムメモリー) (8 серия)

Исполнитель: Кота Мацуяма